# Tmethis afghanus
Tmethis afghanus is een rechtvleugelig insect uit de familie Pamphagidae. De wetenschappelijke naam van deze soort is voor het eerst geldig gepubliceerd in 1940 door Uvarov.